# Liste deutscher Adelsgeschlechter/A
| Name                                    | Zeitraum                                           | Anmerkungen | Wappen           |
| --------------------------------------- | -------------------------------------------------- | --- | ---------------- |
| Aachen                                  | bis 1816                                           | ursprünglich aus Speyer stammendes Adelsgeschlecht |                  |
| Aarberg                                 | ab 13. Jh.                                         | schweizerisches Grafengeschlecht |                  |
| Aarburg                                 | ab 12. Jh.                                         | schweizerisches Adelsgeschlecht; ursprünglich unter dem Namen Büron | BüronAarburg     |
| Aarwangen                               | um 1200 bis um 1350                                | Adelsfamilie im schweizerischen Mittelland |                  |
| Abel von Minden                         | 17. Jh.                                            | aus Westfalen stammendes, später schwedisch-finnisches Adelsgeschlecht |                  |
| Abele von und zu Lilienberg             | ab 1495                                            | österreichisches Briefsadelsgeschlecht |                  |
| Abenberg                                | um 1040 bis Wende 12./13. Jahrhundert              | altes, fränkisches Grafengeschlecht |                  |
| Abendroth                               | seit 18. Jahrhundert                               | bürgerliches, später briefadeliges Geschlecht aus Sachsen; Erhebung in den Reichsadelsstand 1793 |                  |
| Abenheim                                | 1190–1512                                          | erloschenes rheinland-pfälzisches Uradelsgeschlecht |                  |
| Abensberg                               | 12.–15. Jahrhundert                                | bayerisches Adelsgeschlecht |                  |
| Abensperg und Traun                     | seit 1114                                          | aus dem Traungau stammendes, dem Hochadel angehöriges österreichisches Adelsgeschlecht, 1653 Reichsgrafenstand |                  |
| Abercron                                | ?                                                  | deutsch-dänisches Adelsgeschlecht |                  |
| Absberg                                 | 1113–1647                                          | erloschenes, fränkisches Adelsgeschlecht |                  |
| Abschatz                                | 1294–1830                                          | schlesisches Geschlecht, 1695 Freiherrnstand |                  |
| Achalm                                  | erste Hälfte des 11. bis Ende des 12. Jahrhunderts | erloschene, schwäbische Grafenfamilie |                  |
| Achenbach                               | ?                                                  | ein westfälisch-nassauisches Uradelsgeschlecht und zwei preußische Briefadelsgeschlechter (1888/1909) | Achenbach (1888) |
| Ackenschock                             | bis 1790                                           | erloschenes westfälisches Adelsgeschlecht |                  |
| Adelebsen                               | 1111–1957                                          | edelfreies Braunschweiger Adelsgeschlecht |                  |
| Adelmann von Adelmannsfelden            | seit 1118                                          | schwäbisches Uradelsgeschlecht; 1680 Reichsfreiherrenstand; 1790 Reichsgrafenstand |                  |
| Adelsheim (Adelsheim von Ernest)        | seit 1324                                          | fränkisch-schwäbisches Uradelsgeschlecht; 1830 Freiherrenstand |                  |
| Aden                                    | ?                                                  | westfälisches Adelsgeschlecht |                  |
| Adensen                                 | 1120/1140–1325                                     | niedersächsisches Edelherrengeschlecht |                  |
| Aderkas                                 | seit 1277                                          | deutsch-baltischer Uradel in Livland, später auch in Estland und Ösel |                  |
| Adlerberg                               | seit 1684                                          | schwedisch-baltischer in Schweden, Livland, Estland, Ösel und Russland |                  |
| Aeschi                                  | ab 1252                                            | schweizerisches Ministerialengeschlecht im Kanton Solothurn | –                |
| Affeln / Affelmann                      | 1187 bis 17. Jh.                                   | erloschenes westfälisches Adelsgeschlecht |                  |
| Affenstein                              | 1510–1649                                          | erloschener, niederer Adel der nordöstlichen Vorderpfalz im Mittelalter |                  |
| Agilolfinger                            | 548–788                                            | die erste bayerische Herzogsdynastie | –                |
| Ahalolfinger                            | 724–954                                            | erloschene Familie des schwäbischen Adels in der Zeit der Karolinger | –                |
| Aham                                    | bis 1881                                           | bayerisches Adelsgeschlecht |                  |
| Ahaus                                   | bis 15. Jh.                                        | westfälisches Edelherrengeschlecht |                  |
| Ahelfingen                              | ca. 1200 bis 1547                                  | erloschenes schwäbisches Adelsgeschlecht |                  |
| Ahlden                                  | bis 1762                                           | niedersächsisches Adelsgeschlecht |                  |
| Ahlebeck                                | 1571 bis 17. Jahrhundert                           | pommerisch-lauenburgisches Adelsgeschlecht |                  |
| Ahlefeldt                               | seit 1320                                          | aus dem Stift Hildesheim stammendes Uradelsgeschlecht |                  |
| Ahlen                                   | 13. und 14. Jh.                                    | livländisches und Lübecker Adelsgeschlecht mit westfälischen Wurzeln |                  |
| Ahlimb                                  | 14. Jh. bis 1830                                   | brandenburgisches Adelsgeschlecht |                  |
| Ahnen                                   | 1004                                               | rügenscher Uradel, 1750 auf Rügen erloschen, blüht in Niedersachsen, Dänemark und Schweden |                  |
| Aichelberg                              | 1189 bis vor 1500                                  | erloschenes hochadeliges Geschlecht |                  |
| Aichelburg                              | seit 1500                                          | adliges Geschlecht aus Kärnten; 1655 erbländisch-österreichischer Freiherrenstand, 1787 erbländisch-österreichischer Grafenstand |                  |
| Aichen                                  | seit Anfang 17. Jahrhundert                        | patrizisches Geschlecht aus der Grafschaft Mark; um 1640 nach Wien, wurde 1666 in die neuen, 1674 in die alten niederösterreichischen Ritterstandsgeschlechter aufgenommen und 1816 in den Freiherrnstand |                  |
| Aicholt                                 | seit 17. Jahrhundert                               | österreichisch-kärntnerisches Adelsgeschlecht, das später in Westfalen ansässig ist; 1685 Freiherrenstand, 1735 Grafendiplom |                  |
| Ainöd                                   | 1282–1447                                          | Ministeriale der Grafen von Görz mit Stammsitz in Unterkrain |                  |
| Akerman                                 | seit 19. Jh.                                       | deutschbaltisches Adelsgeschlecht |                  |
| Alachter von Pottenbrunn                | Mitte 13. Jh. bis 1521                             | erloschenes niederösterreichisches Adelsgeschlecht |                  |
| Alaholfinger                            | 8. bis 10. Jh.                                     | schwäbisches Adelsgeschlecht an den Oberläufen des Neckar und der Donau | –                |
| Albachsen                               | ab 9. Jh.                                          | erloschenes westfälisches Adelsgeschlecht |                  |
| Albedyll                                | seit 1349                                          | aus Riga stammenden Geschlecht; daneben zwei briefadelige Geschlechter |                  |
| Alben                                   | erloschen 1561                                     | Adelsfamilie aus dem Pinzgau (Land Salzburg) |                  |
| Alberti von Enno                        | seit ca. 1010                                      | uraltes Tiroler Adelsgeschlecht; 1537 Bestätigung altritterlicher Adelsstand; 1714 erbländisch österreichischer Grafenstand |                  |
| Alberti von Poja                        | ?                                                  | altadliges, ursprünglich französisches Geschlecht, das in Oberitalien und Österreich zu Ansehen gelangte; 1558 Bestätigung Adelsstand; 1683 Aufnahme in der Tiroler Adelsmatrikel; 1763 Ritterstand der Salzburger Landstände; 1774 Reichsgrafenstand |                  |
| Albertiner                              | 1443 bis Mitte des 18. Jahrhunderts                | erloschenes Fürstengeschlecht der Wettiner | –                |
| Albina                                  | ?                                                  | bajuwarisches Geschlecht der Agilolfingerzeit | –                |
| Albrecht von Albrechtsburg              | seit 1625                                          | ursprünglich schwäbisches, später in Stockerau, Niederösterreich und Wien beheimatetes, in den rittermäßigen Reichsadelstand, sodann in den erbländisch-österreichischen Ritterstand erhobenes Adelsgeschlecht |                  |
| Alcaini                                 | ?                                                  | altes, ursprünglich aus Venetien stammendes, später in Österreich heimisches Adelsgeschlecht; 1798 Inkolat im Herrenstand für das Herzogtum Kärnten; 1829 Bestätigung österreichischer Grafenstand |                  |
| Aldenbrüggen                            | 1262–1784                                          | niederrheinisches Uradelsgeschlecht; im 17. Jahrhundert Freiherren- und Grafenstand |                  |
| Aldenburg-Bentinck                      | 1633 bis ?                                         | halbsouveränes Herrscherhaus seit 1663; Reichsfreiherren, später Reichsgrafen |                  |
| Aldendorp                               | 13. bis 14. Jh.                                    | erloschenes westfälisches Adelsgeschlecht |                  |
| Aldersna                                | seit 2. Hälfte 13. Jh.                             | ostfriesisches Adelsgeschlecht | –                |
| Alemann                                 | seit 1281                                          | Magdeburger Ratsherrenfamilie; 1602 Reichsadelsstand; 1715 Freiherrenstand |                  |
| Alemann                                 | 1731–1762                                          | 1731 in den erblichen Adelstand erhoben; 1762 bereits erloschen |                  |
| Alers                                   | ?                                                  | ursprünglich aus der Normandie stammendes französisches Adelsgeschlecht, das nach Bremen auswanderte und 1875 in den preußischen Adelsstand erhoben wurde | –                |
| Allersburg                              | 1130–1334                                          | oberpfälzisches Adelsgeschlecht | –                |
| Allerstedt                              | 1157 bis zweite Hälfte des 14. Jahrhunderts        | früh erloschenes thüringisches Reichsministerialengeschlecht |                  |
| Allstedt                                | 12. bis Mitte des 14. Jahrhunderts                 | altes Reichsministerialengeschlecht |                  |
| Almesloe                                | bis Mitte 18. Jh.                                  | friesisches, westfälisches und schlesisches Adelsgeschlecht; 1668 Freiherrenstand, 1705 Reichsgrafenstand |                  |
| Alnpeck                                 | 15. Jahrhunderts                                   | sächsisches Ministerialen- und Patriziergeschlecht |                  |
| Alstede                                 | 14. bis 17. Jh.                                    | erloschenes westfälisches Adelsgeschlecht |                  |
| Alten                                   | seit 1182                                          | 1815 hannoverscher Grafenstand; 1901 preußischer Grafenstand mit Namensmehrung „von Alten-Linsingen“ |                  |
| Altenbockum                             | seit 1307                                          | westfälisches Uradelsgeschlecht |                  |
| Altenburg                               | 1146/47–1328                                       | Burggrafengeschlecht in Sachsen und Thüringen |                  |
| Altendorf (Bayern)                      | 1118 bis 14. Jh.                                   | erloschenes bayerisches Adelsgeschlecht | –                |
| Altendorf (Essen)                       | ab 13. Jh.                                         | erloschenes westfälisches Adelsgeschlecht |                  |
| Altendorf (Unna)                        | 13. bis 14. Jh.                                    | erloschenes westfälisches Adelsgeschlecht |                  |
| Altenesch (genannt Moyleke)             | 1259 bis ca. 1460                                  | erloschenes niedersächsisches Adelsgeschlecht |                  |
| Altenesch (genannt Nutzhorn)            | 15. bis 18. Jh.                                    | erloschenes niedersächsisches Adelsgeschlecht |                  |
| Altenstein                              | 10. Jahrhundert bis 1878                           | erloschenes fränkisch-schwäbisches Adelsgeschlecht |                  |
| Althann                                 | seit 1129                                          | niederbayerischer Uradel; 1574 erbländisch-österreichischer Freiherrenstand mit von der Goldburg zu Murstetten; 1608 Reichsgrafenstand; |                  |
| Althaus                                 | bis 18. Jh.                                        | erloschenes westfälisches Adelsgeschlecht |                  |
| Altheim                                 | seit 1129                                          | schwäbisches Adelsgeschlecht | –                |
| Altrock                                 | 1744–1751                                          | ursprünglich aus Mecklenburg stammende, später auch in Pommern und Sachsen ansässige Adelsfamilie |                  |
| Altstetter von Kaltenburg und Kratzenau | 1601–1801                                          | erloschenes österreichisches Briefadelsgeschlecht; 1601 Adelsbestätigung |                  |
| Alvensleben                             | seit 1163                                          | Uradel des Bistums Halberstadt. Verschiedene Linien des Geschlechts erhielten 1798, 1800, 1840 und 1901 den preußischen Grafenstand – außerdem gibt es noch sechs briefadelige Geschlechter, die jeweils auf nichteheliche Söhne Alvensleben zurückgehen und 1787, 1798, 1801, 1806 und 1858 geadelt wurden, sowie ein Geschlecht, dessen Namensführung als von Alvensleben 1960 nicht beanstandet wurde. |                  |
| Amboten                                 | bis ca. 1840                                       | baltisches, später westfälisches Adelsgeschlecht |                  |
| Ambros                                  | seit 1878                                          | österreichisches Adelsgeschlecht; 1878 österreichischer Ritterstand |                  |
| Amelunxen                               | seit 1147                                          | altes, westfälisch-niedersächsisches Adelsgeschlecht; 1867 Genehmigung zur Fortführung des Freiherrentitels |                  |
| Aminoff                                 | seit 1618                                          | russisch-baltisches Adelsgeschlecht 1618 in Schweden naturalisiert, 1650 introduziert ebd., 1818 in Finnland introduziert und Freiherrenstand ebd., 1821 Grafenstand nach Erstgeburtsrecht ebd. |                  |
| Ammendorf                               | 1224–1550                                          | bedeutendes ritterliches Adelsgeschlecht |                  |
| Ammensleben                             | 11./12. Jahrhundert                                | altes Grafengeschlecht – Stammburg in Grieben (Elbe) |                  |
| Ammon                                   | seit 1594                                          | bayerisch-sächsisches Adelsgeschlecht |                  |
| Ammon                                   | seit 1742                                          | preußisches Adelsgeschlecht |                  |
| Ammoniden                               | 12. Jh.                                            | erloschenes schleswig-holsteinisches Adelsgeschlecht | –                |
| Amsberg                                 | seit 1891                                          | Adelsgeschlecht aus Niedersachsen und Mecklenburg-Vorpommern; 1891 mecklenburg-schwerinische Genehmigung zur Fortführung des Adelsprädikats. |                  |
| Amsdorf                                 | 1302 bis Ende 17. Jh.                              | sächsisches Adelsgeschlecht |                  |
| Andechs                                 | 11.–13. Jahrhundert                                | bedeutendes Grafengeschlecht des Mittelalters |                  |
| Anderten                                | seit 1301                                          | Familie in Hannover, die über mehrere Jahrhunderte Kaufleute und Ratsherren und Bürgermeister in der Stadt stellte |                  |
| Andlau                                  | seit 1144                                          | altes, unterelsässisches Adelsgeschlecht; 1676 Reichsfreiherrenstand; 1817 österreichischer Grafenstand. |                  |
| Andrian-Werburg                         | seit 1350                                          | lombardischer Uradel, 1692 Reichsfreiherrenstand, 1812 Immatrikulation bei der Freiherrenklasse im Königreich Bayern |                  |
| Andwil                                  | seit 1169                                          | ostschweizerisches Niederadelsgeschlecht |                  |
| Angelach                                | 1255–1608                                          | erloschener Ministerialadel aus dem Kraichgau |                  |
| Angern                                  | seit 1160                                          | magdeburgisches Uradelsgeschlecht | zentriertr       |
| Ankersheim                              | ab 1699                                            | erloschenes pommersches Adelsgeschlecht | zentriertr       |
| Ankum                                   | ?                                                  | erloschenes westfälisches Adelsgeschlecht | zentriertr       |
| Annenberg                               | bis 1695                                           | Uradelsgeschlecht aus dem südlichen Tirol; 1604 Freiherrenstand; 1636 Grafenstand; 1695 im Mannesstamm erloschen | zentriertr       |
| Anniona                                 | 7. Jh.                                             | bayerisches Ur- und Hochadelsgeschlecht | –                |
| Anrep                                   | seit 1470                                          | deutsch-baltisches, ursprünglich westfälisches Geschlecht; schwedischer Adelsstand 1635 (blühend), russischer Grafenstand Anrep-Elmpt 1853 (erloschen). |                  |
| Anteflucht                              | bis ca. 1690                                       | erloschenes ursprünglich schwedisches, später in Westfalen ansässiges Adelsgeschlecht |                  |
| Anten                                   | bis kurz nach 1700                                 | erloschenes westfälisches Adelsgeschlecht |                  |
| Apel                                    | ?                                                  | sächsisches Adelsgeschlecht; 1811 Freiherrenstand des Königreichs Sachsen |                  |
| Apen                                    | bis 15. Jh.                                        | erloschenes westfälisches Adelsgeschlecht |                  |
| Apian-Bennewitz                         | seit 1495                                          | Reichsadelsstand 1541 |                  |
| Aplerbeck                               | 1229 bis 15. Jh.                                   | erloschenes westfälisches Adelsgeschlecht |                  |
| Appetzhofen                             | 1527                                               | wohl ursprünglich aus Bayern, war im 16. Jahrhundert in Waldshut ansässig; Freiherren |                  |
| Apremont                                | ?                                                  | lothringisches Adelsgeschlecht |                  |
| Arco                                    | seit 1124                                          | edelfreies Uradelsgeschlecht aus dem Fürstbistum Trient |                  |
| Ardey                                   | ca. 1130 bis 14. Jh.                               | westfälisches Edelherrengeschlecht |                  |
| Are                                     | um 930 bis 1397                                    | bedeutendes frühmittelalterliches Adelsgeschlecht (erloschen) | –                |
| Arenberg                                | seit 1032                                          | Adelsgeschlecht aus der Eifel, erloschen 1278, aber in weiblicher Linie fortgeführt. 1576 Fürsten, 1644 Herzöge. |                  |
| Arenstorff                              | seit 1306                                          | Uradelsgeschlecht aus der Uckermark |                  |
| Aretin                                  | 1769                                               | bayerisches Briefadelsgeschlecht armenischen Ursprungs; 1769 Freiherrenstand |                  |
| Aribonen                                | 850–1104                                           | edelfreie Adelsgeschlecht in Bayern und Österreich | –                |
| Armansperg                              | seit 1221                                          | bayerisches Uradelsgeschlecht; 1719 Freiherrenstand; 1790 Grafenstand |                  |
| Arnheim                                 | 1160/1166 bis 14. Jh.                              | niedersächsisches Edelherrengeschlecht | –                |
| Arnholte                                | 1232 bis 15. Jh.                                   | erloschenes westfälisches Adelsgeschlecht |                  |
| Arnim                                   | seit 1204                                          | Uradelsgeschlecht aus der Uckermark; 1786 + 1870 preußischer Grafenstand und 1841 preußischer Freiherrenstand für verschiedene Linien |                  |
| Arnsberg                                | 11. Jahrhundert bis 1368                           | mittelalterliches Grafengeschlecht; aus den Grafen von Werl hervorgegangen |                  |
| Arnsberg                                | 1173–1247                                          | mittelalterliches Edelherrengeschlecht mit Besitz in Arnsberg; möglicherweise aus den Grafen von Arnsberg hervorgegangen |                  |
| Arnshaugk                               | 1125–1359                                          | Linie der Lobdeburger Grafen zu Burg Arnshaugk |                  |
| Arnstedt                                | seit 1145                                          | edelfreies Uradelsgeschlecht der Grafschaft Mansfeld |                  |
| Arnstein                                | ca. 12. Jh. bis um 1300                            | edelfreies Grafengeschlecht des Mittelalters, Nebenlinien waren Lindow-Ruppin und Barby |                  |
| Arnswaldt                               | seit 1178                                          | stolbergisch-thüringisches Uradelsgeschlecht |                  |
| Arnulfinger                             | seit 6. Jh.                                        | altfränkisches Adelsgeschlecht | –                |
| Arnzberg                                | 1364 bis ca. 1722                                  | Patriziergeschlecht aus Unna |                  |
| Arps von Arpshofen                      | seit 18. Jh.                                       | deutschbaltisches Adelsgeschlecht |                  |
| Artus (Arthus, Arthusen)                | 14. bis 17. Jh.                                    | Patriziergeschlecht aus Soest |                  |
| Arz von und zu Vasegg                   | bis 20. Jh.                                        | erloschenes Tiroler Uradelsgeschlecht, das sich auch nach Schlesien ausbreitete |                  |
| Asbeck                                  | seit 1151                                          | westfälisches Adelsgeschlecht |                  |
| Aschauer von Achenrain und Lichtenthurn | seit 1675                                          | tirolerisches Briefadelsgeschlecht; 1675 erbländisch-österreichischer Adelsstand, 1794 erbländisch-österreichischen Freiherrenstand |                  |
| Ascheberg                               | seit 1243                                          | westfälisches Uradelsgeschlecht; 1673 Freiherrentitel und 1687 Grafentitel für die schwedische Linie; 1814 Freiherrentitel für die bayerische Linie. Die westfälische Linie führt ebenfalls den Freiherrentitel, die kurländische und ostpreußische Linie den Baronstitel. |                  |
| Aschebrock                              | 1243 bis ca. 1800                                  | erloschenes westfälisches Adelsgeschlecht |                  |
| Aschhausen                              | bis 1657                                           | mitteldeutsches Adelsgeschlecht |                  |
| Askanier                                | seit 1036                                          | ostsächsisches (ostfälisches) Fürstengeschlecht |                  |
| Askuiner                                | 11. bis 12. Jh.                                    | Kärntner Adelsgeschlecht | –                |
| Aspelkamp                               | 1221 bis ?                                         | erloschenes westfälisches Adelsgeschlecht |                  |
| Aspermont                               | 12. bis 14. Jh.                                    | mittelalterliches Schweizer Adels- und Rittergeschlecht |                  |
| Asseburg                                | seit 1219                                          | niedersächsisches Uradelsgeschlecht; 1816 preußischer Grafenstand |                  |
| Asseln                                  | 1210–1399                                          | erloschenes westfälisches Adelsgeschlecht |                  |
| Asserien                                | 14. – 16. Jh.                                      | erloschenes deutsch-estländisches Adelsgeschlecht |                  |
| Astrup                                  | 1186–1483                                          | erloschenes westfälisches Adelsgeschlecht |                  |
| Aswede                                  | 13. Jh. bis 1672                                   | erloschenes westfälisches Adelsgeschlecht |                  |
| Attems                                  | seit 1102                                          | Uradel der früheren Markgrafschaft Friaul, 1605 Freiherrenstand und 1630 bzw. 1653 Grafenstand |                  |
| Attendorn                               | 13. bis 14. Jh.                                    | Lübecker Patriziergeschlecht mit Wurzeln in Westfalen |                  |
| Atzwanger von Ringelheim                | ab 1633                                            | tirolisches Patrizier- und Briefadelsgeschlecht; 1633 Reichsadelsstand |                  |
| Auenmüller                              | ab 1806                                            | sächsisches Briefadelsgeschlecht; 1806 Adelsstand |                  |
| Auer                                    | seit 1307                                          | ursprünglich aus Bayern stammendes preußisches Adelsgeschlecht |                  |
| Auer von Herrenkirchen                  | ab 13. Jh.                                         | ein altes, ursprünglich bayerisches Adelsgeschlecht, das sich in mehrere Linien in Tirol, Österreich und Preußen teilte |                  |
| Auer zu Brennberg                       | ?                                                  | altes, bayerisches Adelsgeschlecht |                  |
| Auersperg                               | seit 1220                                          | altes, österreichisches Adelsgeschlecht; Reichsfreiherrenstand und Reichsgrafenstand für verschiedene Linien. |                  |
| Auerswald                               | seit 1263                                          | meißnerisches Uradelsgeschlecht |                  |
| Auffenstein                             | 1173 – ?                                           | ursprünglich Ministeriale der Grafen von Tirol |                  |
| Aufseß                                  | seit 1114                                          | edelfreies Adelsgeschlecht; eine Linie erhielt den Reichsgrafenstand (1695), eine andere den Reichsfreiherrenstand (1714) |                  |
| Aulock                                  | seit 1252                                          | schlesisches Uradelsgeschlecht |                  |
| Aus dem Winckel                         | 1283–2014                                          | Uradelsfamilie in Meißen, Anhalt und dem Herzogtum Magdeburg. |                  |
| Auspitz                                 | seit 1900                                          | jüdische Familien aus Mähren; Wiener Bankiersfamilie Auspitz und deren Zweige Auspitz Edle von Artenegg sowie Edle von Auspitz; 1900 österreichischer Adelsstand |                  |
| Auwach                                  | seit 1599                                          | Adelsgeschlecht aus dem Trierer Raum |                  |
| Avemann (genannt Letta)                 | ab 18. Jh.                                         | westfälisches Adelsgeschlecht |                  |
| Averdunk                                | bis ca. 1700                                       | erloschenes westfälisches Adelsgeschlecht |                  |
| Averhagen (Münster)                     | bis 17. Jh.                                        | erloschenes westfälisches Adelsgeschlecht |                  |
| Averhagen (Senden)                      | bis 17. Jh.                                        | erloschenes westfälisches Adelsgeschlecht |                  |
| Avesnes                                 | seit 11. Jh.                                       | fränkisch-lothringisches Adelsgeschlecht im Hennegau |                  |
| Aweyden                                 | seit 16. Jh.                                       | altpreußisches Adelsgeschlecht |                  |
| Axekow                                  | ab 13. Jh.                                         | erloschenes mecklenburgisches Adelsgeschlecht |                  |
| Axleben                                 | ab 1293                                            | schlesisches Adelsgeschlecht |                  |
| Ayrnschmalz                             | ?                                                  | bayerisches Patrizier- und Adelsgeschlecht |                  |